# Brasema peruviana
Brasema peruviana är en stekelart som först beskrevs av Crawford 1912.  Brasema peruviana ingår i släktet Brasema och familjen hoppglanssteklar. Inga underarter finns listade.